# Antão Vasques de Almada
Antão Vasques de Almada ou António Vasques de Almada ( – Novembro de 1388), cavaleiro nobre português.
Identificado por Fernão Lopes como «um dos bons da cidade (de Lisboa)» e como vassalo de D. João Afonso Telo. Afinal é referido nas fontes documentais como cavaleiro, morador em Lisboa e vassalo do rei. Dotado de uma preeminência económica, mantinha ao serviço régio uma companhia pessoal de cerca de 70 lanças.
O olisipógrafo José Sarmento de Matos, no segundo volume de «A Invenção de Lisboa», indo buscar uma investigação antiga abordada por alguns historiadores anteriores, refere que o facto de ele ser um dos mais próximos do Mestre de Avis e isso se deve por eles serem primos co-irmãos e terem crescido juntos. E reforça essa ideia, referindo o facto do ainda um pequeno príncipe e futuro rei ter sido entregue à guarda do homem-bom Lourenço Martins da Praça, cidadão de Lisboa, para ele o educar, por este ser avô de ambos.

## Biografia
Ocupou os lugares de alvazil do crime (1383-1384), alcaide-mor de Lisboa (1385-1388), alcaide de Torres Vedras (1386-1388), senhor de Alcáçovas (1387 - 1388) e de juro e herdade de Unhos com sua freguesia, assim como, trazia arrendado Vidal Judeu e a Adega de Camarate, em Loures (1384).
O mesmo cronista refere-se às suas várias façanhas ao longo da sua turbulenta vida de batalhador na qualidade de nobre e apresenta-o como alvazil do crime em Lisboa, em Dezembro de 1383, quando o D. João, Mestre de Avis, lhe pede para mandar apregoar pela cidade, em seu nome, que a Judiaria da cidade não seja atacada pela multidão.
Diz textualmente Fernão Lopes, aquando do ataque do povo à Judiaria de Lisboa: Ali disse o Mestre a Antão Vasques, que era Juiz do Crime na cidade, que mandasse apregoar da parte da Rainha, sob certa pena, que não fosse nenhum tão ousado de ir à Judiaria para fazer mal aos Judeus, e ele (Antão Vasques) disse que o mandaria apregoar da sua parte (do Mestre), e não já da Rainha, e o Mestre lhe defendeu que o não fizesse, mas ele não curou em isto de sua defesa (proibição), e mandou-o apregoar da sua parte. As gentes todas quando ouviram este pregão....
Em carta datada de 26 de Agosto de 1386, do Arcebispo de Braga, Dr. Lourenço Vicente, dirigida a Dr. João de Ornelas, Abade de Alcobaça, encontram-se relatados alguns episódios da Batalha de Aljubarrota, mencionando-o a ele e ao seu irmão João Vasques de Almada.
O historiador Joaquim Freire, em "fronteiras de Portugal", conta que foi um dos vinte e nove heróis que falando rosto a rosto, com o Mestre de Avis, ofereceu-se para ir a luta.
Ainda segundo o mesmo, diz que além de ter sido armado Cavalheiro nessa própria batalha, foi o comandante da ala esquerda (a ala da Madre-Silva), com duzentas lanças e cem besteiros e um dos que mais concorreram para a derrota dos Castelhanos, tendo tido o feito de tomar a bandeira do inimigo (do Reino de Castela).
Oliveira Martins, na vida de D. Nuno Álvares Pereira referindo-se aos despojos da Aljubarrota, diz mas nenhum encheu de maior alegria o Rei, do que ver esse estandarte de Castela, verde com o dragão bordado, que Antão Vasques de Almada trazia aos ombros, vestido com ela, a dançar. Dizendo-lhe: "Tomai Senhor, esta bandeira do maior inimigo que no mundo há e afastando-se bailando, à luz dos archotes, entre fortes gargalhadas dos guerreiros contentes".
Em virtude das suas façanhas bélicas em Aljubarrota obteve, duas semanas depois da batalha, a renda do serviço da comuna dos judeus de Santarém e a importante alcaidaria de Lisboa, que manteve até à sua morte. 
Participou nas Cortes de Coimbra de 1385. A sua presença junto do rei, com uma companhia própria nas acções bélicas subsequentes, valeu-lhe posteriormente a alcaidaria de Torres Vedras. A campanha efectuada em 1387 granjeou-lhe ainda a obtenção do senhorio da aldeia das Alcáçovas no Alentejo. 
Na Crónica do Contestável de Portugal D. Nuno Alvares Pereira, quando conta que tendo Rei mandado o condestável juntar gente para a Batalha de Aljubarrota este passou pelo Porto de Muja tendo-o abandonado a maior parte dos homens que levava temor para os Castelhanos que estavam em Santarém. Antão Vasques de Almada foi um dos que ficou aquela noite nunca dormiu, guardando a ponte de Muja e dizendo que todos os Castelhanos de Santarém viessem que ele os defenderia. Ele era homem de solta palavra e porem assas valente.
No Portugal Histórico Dinastia de Avis, de Fernando Mendes, lê-se a respeito das campanhas que se seguiram à Batalha de Aljubarrota que Antão Vasques de Almada, num ímpeto patriótico, resolveu-se a combater sob a bandeira de Nuno Álvares Pereira e saiu de Lisboa à procura dele, do contestável. Sabendo em Estremoz que ele havia partido, reúne uns quatrocentos homens e entra com eles em Castela. A sua acção foi prodigiosa e castelos e vilas caíram em seu poder pondo algumas destas a resgate. Na volta, soube que uns oitocentos castelhanos haviam se fortificado num monte, a fim de lhe cortarem a retirada. Antão Vasques de Almada, por despeito da vantajosa posição do inimigo e da inferioridade numérica dos valentes que os acompanhavam na marcha sobre os castelhanos, desaloja-os e toma serenamente o caminho de Portugal, trazendo consigo cinco mil vacas, mil porcos e mil ovelhas que lá apreendera. 
Se refere correctamente a ele o Lusíadas, de Luís Vaz de Camões, no canto IV, dando-lhe o seu verdadeiro nome mas enganando-se atribuindo-lhe o título nobiliárquico de conde de Avranches que só seria usado pelo seu sobrinho, Álvaro Vaz de Almada, pela primeira vez e anos mais tarde, filho do seu irmão João Vasques de Almada que estava igualmente presente na mesma batalha de Aljubarrota.
A sua morte, que o seu padrasto situa em Dezembro de 1388, estando ele «a pregar em favor do papa Urbano VI», teve lugar algures no mês anterior.
Sobre Antão Vasques de Almada, além das obras acima citadas, ver também "Dicionário Popular" de Manuel Pinheiro Chagas, tomo 3º pg. 107; colecção "Portugal Histórico" - Dinastia de Avis, de Fernando Mendes e o "Auto de Aljubarrota" de Ramiro de Campos.

## Dados Genealógicos
Filho de: Vasco Lourenço de Almada
Casado com: Inês Gomes, Sem geração.
(De facto, após a sua morte, os seus herdeiros universais são a sua mãe e o seu padrasto, o ouvidor Gonçalo Miguéis.
Teve (bastardos de Leonor Martins de Góis, filha de Martim Vasques, senhor de Góis e alcaide-mor de Coimbra, e de Violante de Mello. Freira do Mosteiro de Lorvão e irmã de Estêvão Vasques de Góis, sucessor de Antão Vasques na alcaidaria-mor de Lisboa).
- Nuno Vasques de Góis, Alcaide-mor de Alenquer (1440 - 1456), casado com Beatriz de Ataíde[19].
- Álvaro Vasques de Góis[16].